# Купалов, Пётр Степанович
Пётр Степа́нович Купа́лов 1-го октября 1888 года родился , 13-го октября крещенный в  Липинишкской Константиновской церкви  , ныне Витебская область — 17 марта 1964, Ленинград) — советский физиолог, ученик Ивана Петровича Павлова, академик Академии медицинских наук СССР (1946), заслуженный деятель науки РСФСР (1943).

## Семья
Его отец – Митрофан Феодорович Купалов, священник в церкви села Телятники Витебского уезда, родился в 1841 году
Его мать Мария Васильевна всю жизнь занималась детьми
Его дочь Купалова Ирина Петровна, преподавала в университете африканские языки, умерла молодой от рака груди, ее муж на момент смерти  Ю́рий Андре́евич Жда́нов
Братья и сестры Купалова Петра Степановича:
– 4-го марта 1887 года родился брат Николай, 8-го марта крещенный в  Липинишкской Константиновской церкви; на август 1900 года он – воспитанник 4-го класса Витебского духовного училища  
– 23-го июля 1890 года родился сын Борис, 19-го августа крещенный в  Липинишкской Константиновской церкви; умер младенец Борис от воспаления мозга 9-го марта 1891 года, 11-го марта отпет в Динабургском Александро-Невском соборе и похоронен на Динабургском приходском кладбище 
– 10-го ноября 1891 года родился сын Константин, 1-го декабря крещенный в  Липинишкской Константиновской церкви 
– 3-го мая 1893 года родилась дочь Елена, 21-го мая крещенная в  Липинишкской Константиновской церкви 
– 16-го ноября 1894 года родился сын Александр, 23-го ноября крещенный в  Липинишкской Константиновской церкви 
– 4-го января 1896 года родился сын Иоанн, 6-го января крещенный в  Липинишкской Константиновской церкви 

## Биография
Физиолог, специалист по физиологии и патологии высшей нервной деятельности. Внедрил собственную методику ситуационных условных рефлексов. С 1946 г. академик АМН СССР.
Окончил в 1915 г. ВМА. Ученик и последователь И. П. Павлова. В 1920—1923 гг. врач флота и прозектор кафедры физиологии Новороссийского ун-та. С 1925 г. работал у И. П. Павлова в Ин-те экспериментальной медицины, а в 1937 — 1964 гг. был зав. отделом физиологии этого ин-та. Одновременно в 1931 —1952 гг. проф. кафедры физиологии 1-го Ленинградского мед. ин-та им. И. П. Павлова. В 1928— 1930 гг. работал в Лондоне у А. Хилла, где исследовал энергетику поперечнополосатых мышц.
Основные научные работы П. С. Купалова посвящены вопросам физиологии и патологии в. н. д. Им выполнен цикл исследований по изучению функц, мозаики коры больших полушарий, функц, структуры и механизмов организации коркового возбуждения, генеза коркового торможения, а также проведен анализ механизма развития экспериментальных неврозов у животных, описаны явления суммационной взрывчатости, патол, иррадиации процессов торможения. П. С.
Купалов исследовал аналитикосинтетическую деятельность коры головного мозга в условиях свободного поведения животных; установил значение пространственного фактора в условнорефлекторной деятельности и разработал представление о ситуационных рефлексах; показал участие коры в осуществлении безусловных реакций и значение ее тонуса для условнорефлекторной деятельности, введя понятие об укороченных условных рефлексах-реакциях, создающих определенное функц, состояние, тонус коры. П. С. Купалов расширил представление о тонических рефлексах спинного мозга, одним из первых установил вредное влияние ионизирующего излучения на кору головного мозга. Он усовершенствовал ряд методик исследования в. н. д., в частности разработал новое оборудование для звуконепроницаемой камеры, новые способы объективной регистрации условных рефлексов, предложил методику исследования в. н. д. в условиях свободного поведения животных. За исследования в. н. д. удостоен Золотой медали им. И. П. Павлова АН СССР (1957).
П. С. Купалов являлся одним из организаторов и ответственным секретарем 1-го Всесоюзного съезда физиологов, председателем Всесоюзного об-ва физиологов им. И. П. Павлова (с 1955 г.), председателем Ленинградского об-ва физиологов (1950—1964), членом редколлегий
Бюллетеня экспериментальной биологии и медицины, Физиологического журнала СССР и гл. редактором Журнала высшей нервной деятельности (1954—1964), членом Английского об-ва физиологов (1936). Состоял редактором редотдела «Физиология» во 2-м изд. БМЭ.
Награжден орденами Ленина, Трудового Красного Знамени и медалями.
Сочинения: Об экспериментальных неврозах у животных, Журн. высш. нервн. деятельн.,. т. 2, в. 4, с. 457, 1952; О влиянии системы ритмических условных рефлексов на образование и существование нового условного рефлекса, Труды физиол. Лаборат, им. И. П. Павлова, т. 5, с. 370, М., 1954; Общие результаты изучения процессов торможения в коре больших полушарий, Журн. высш. нервн. деятельн., т. 5, в. 2, с. 156, 1955; Ситуационные условные рефлексы у собак в норме и патологии, Л., 1964 (совм, с др.).
Купалов работал с И.П.Павловым с 1925 года. После кончины Ивана Петровича Купалов 27 лет (1937-1964) руководил созданным Павловым отделом физиологии.
На протяжении ряда лет Пётр Степанович был председателем (1959-1964) Всесоюзного общества физиологов имени И.П. Павлова и главным редактором (1954-1964) «Журнала высшей нервной деятельности имени И.П. Павлова».
Награжден Золотой медалью имени И.П. Павлова в 1958г. за совокупность работ по изучению нормальной и патологической деятельности больших полушарий головного мозга.
Во время Великой Отечественной войны П.С. Купалов в 1942-1944 годах находился в эвакуации в Томске, где продолжал научную работу. В этот период Купалов изучал механизмы функциональных нарушений после  контузий головного мозга. Кроме научной работы, во время Великой Отечественной войны Петр Степанович Купалов занимался педагогической деятельностью – читал лекции студентам биологического факультета Томского университета.
Кроме того, для эвакуированных в Томск и жителей города Купалов читал публичные лекции, посвященные жизни и научной деятельности своего учителя – академика И.П. Павлова.
За добросовестный труд в тяжелое для страны время Петру Степановичу Купалову было присвоено звание «Заслуженный деятель науки РСФСР» (1943 г.), он был награжден медалью “За доблестный труд в Великой Отечественной войне ” и Орденом Трудового Красного знамени.